# Pim Fortuyn

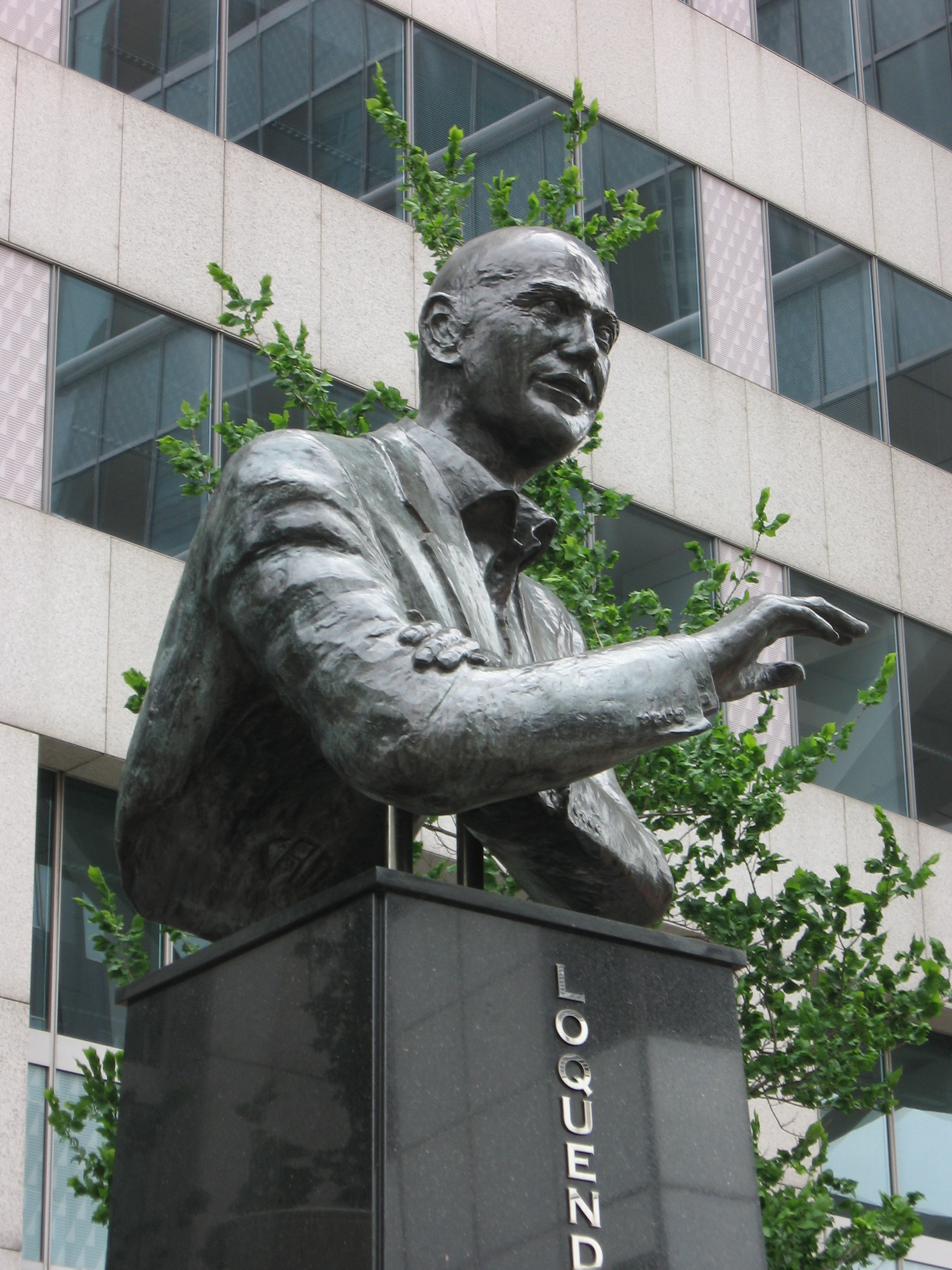
Fortuynův pomník v Rotterdamu

Wilhelmus Simon Petrus Fortuijn, známý jako Pim Fortuyn (19. ledna 1948, Dreihuis, Nizozemsko – 6. května 2002, Hilversum, Nizozemsko) byl nizozemský politik, řazený obvykle ke krajní pravici.

## Od marxismu k pravici
Vystudoval sociologii na Amsterdamské univerzitě. Zabýval se převážně marxistickou sociologií a k marxismu se v té době též hlásil. Později vstoupil do nizozemské Strany práce. Na začátku 90. let se však posunul vpravo a stal se lídrem volební kandidátky nově založené strany Leefbaar Nederland, která měla kořeny v regionální politice, označovala se za středovou, chtěla bojovat proti zatuchlým tradičním politickým stranám a využívat hojně přímé demokracie. V rozhovoru pro list Volkskrant v únoru 2002 začal Fortuyn prvně hovořit o nutnosti zastavit islámskou migraci do Nizozemska. To vyvolalo velký rozruch ve straně a Fortuyn byl sesazen z čela kandidátky. Vzápětí, 11. února 2002, Fortuyn založil vlastní politickou stranu Lijst Pim Fortuyn, která bývá označována za krajně pravicovou.

## Fortuynismus
Fortuyn označení krajní pravice odmítal, distancoval se od jiných pravicových radikálů Evropy (Jörga Haidera či Jean-Marie Le Pena) a vytvořil jakýsi vlastní koncept nové radikální pravice, který se skládal z neoliberalismu (laissez faire, deregulace, malý stát, malá vláda), euroskepticismu, antiklerikalismu, republikánství (Nizozemsko je monarchií), boje za přímou demokracii, obhajoby práv žen a homosexuálů (sám Fortuyn byl gay), absolutní svobody projevu a silné kritiky multikulturalismu a islámu. Podporoval též liberální drogovou politiku či právo na eutanazii. Tento nový koncept je někdy nazýván „fortuynismus“. Sám Fortuyn ho pojmenovával jako „pragmatismus“. Za své vzory Fortuyn označoval Silvia Berlusconiho a Johna F. Kennedyho.
Největší kontroverze vyvolávala jeho kritika islámu, neboť v Nizozemsku je hodně přistěhovalců islámského náboženství. Tento spor ho stál i život, neboť byl kvůli němu zavražděn během volební kampaně roku 2002, a to radikálním bojovníkem za práva zvířat Volkertem van der Graafem, který sám za důvod vraždy označil právě to, že chtěl zastavit očerňování islámských obyvatel Nizozemska.

## „Fortuynizace“ Nizozemska
Atentát na Fortuyna vyvolal v Nizozemsku šok. Tradiční politické strany začaly hovořit o tom, že je třeba zabránit střetu kultur v Nizozemsku a atakům na tradiční evropské hodnoty. Přijaly mnohé z Fortuynovy agendy.
V následujících volbách získala Fortuynova strana 17 procent křesel v parlamentu a vstoupila do vlády v koalici s pravo-středovou Křesťanskodemokratickou výzvou a konzervativně-liberální Lidovou stranou pro svobodu a demokracii. Spory v kabinetu však brzy vedly k pádu vlády a novým volbám. Strana bez Fortuyna ovšem rychle ztrácela podporu, až se kolem roku 2006 stala zcela marginální (hlasy jejích voličů zřejmě získala strana Geerta Wilderse).
Fortuyn se stal pro Nizozemce mučedníkem a symbolem boje za svobodu projevu. Jako takový byl zvolen Největším Nizozemcem všech dob v televizní anketě pořádané roku 2004.